# Provinz Monza und Brianza

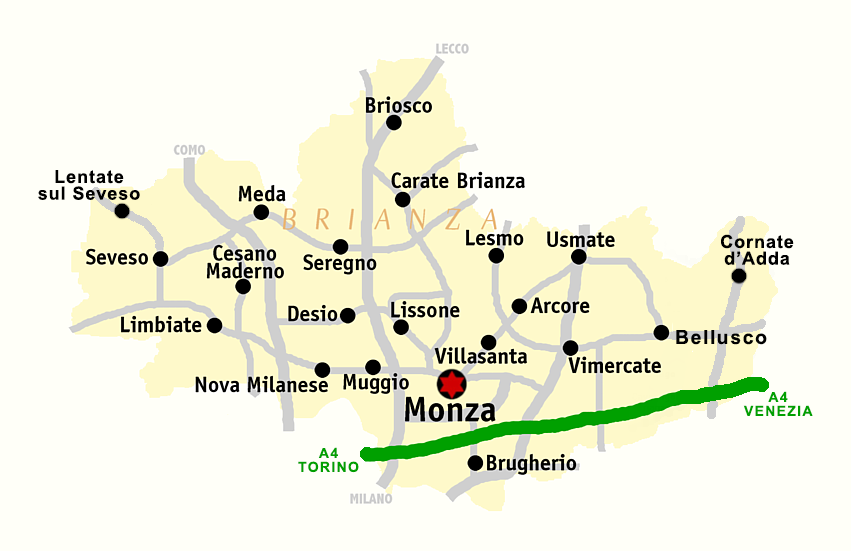
Karte der Provinz

Die Provinz Monza und Brianza (italienisch Provincia di Monza e della Brianza, lombardisch Provincia ëd Monza e dla Briansa) ist eine italienische Provinz der Region Lombardei. Hauptstadt ist Monza, die drittgrößte Stadt der Lombardei. Die Einwohnerzahl beträgt 876.792 Einwohner (Stand 31. Dezember 2023). Die Provinz gehört – neben den Metropolitanprovinzen Neapel, Mailand und Turin – zu denen mit der höchsten Bevölkerungsdichte in Italien.
Die Provinz wurde mit Beschluss des italienischen Senats vom 12. Mai 2004 neu eingerichtet. Sie umfasste zunächst 50 Gemeinden, die vorher zur Provinz Mailand gehörten. Fünf weitere Gemeinden wurden ihr im Dezember 2009 gesetzlich zugeordnet.
Provinzpräsident und -versammlung wurden erstmals am 6. und 7. Juni 2009 gewählt. Das Provinzialwappen wurde nach einem Wettbewerb, den die neue Provinz 2011 ausgeschrieben hatte, im Provinzialrat am 13. Oktober 2011 gewählt: ein Entwurf des Designers Lucio Brugiatelli, der seither verwendet wird.
Der Wappenschild zeigt eine keltische Triskele mit Bezug auf die keltische Wurzel brig (Hügel) des Landschaftsnamens Brianza, es symbolisiert die Unterteilung der flüssereichen Provinz durch seine Wasserläufe. Über dem Wappen ist die Eiserne Krone der Langobarden dargestellt, die in Monza verwahrt wird.
Die Provinz grenzt nördlich an die Provinzen Lecco und Como, östlich an die Provinz Bergamo, südöstlich und südlich an die Metropolitanstadt Mailand, westlich an die Provinz Varese.

## Größte Gemeinden
(Stand: 31. Dezember 2023)
| Gemeinde           | Einwohner |
| ------------------ | --------- |
| Monza              | 122.883   |
| Lissone            | 46.699    |
| Seregno            | 45.010    |
| Desio              | 41.570    |
| Cesano Maderno     | 39.541    |
| Brugherio          | 35.237    |
| Limbiate           | 34.993    |
| Vimercate          | 25.925    |
| Giussano           | 26.242    |
| Seveso             | 24.023    |
| Muggiò             | 23.680    |
| Meda               | 23.534    |
| Nova Milanese      | 23.160    |
| Carate Brianza     | 17.922    |
| Arcore             | 17.852    |
| Bovisio Masciago   | 16.844    |
| Lentate sul Seveso | 15.823    |
| Concorezzo         | 15.978    |
| Besana in Brianza  | 15.445    |
| Agrate Brianza     | 15.663    |
| Villasanta         | 14.243    |
| Varedo             | 13.876    |
| Biassono           | 12.336    |